# M 12 (Ukraine)
Die M 12 war eine Fernstraße von internationaler Bedeutung in der Ukraine. Sie führt von Stryj in der Oblast Lwiw in östliche Richtung über Ternopil, Chmelnyzkyj, Winnyzja, Uman und Kropywnyzkyj nach Snamjanka. 
2021 wurde sie zusammen mit der M 04 Teil der längeren Fernstraße M 30. 

## Geschichte
Die Strecke von Stryj bis Tarnopol gehörte bis 1918 zum österreichischen Kronland Galizien und wurde als Brzeżanyer Reichsstraße bezeichnet. Durch dieses Gebiet verlief die Ostfront des Ersten Weltkrieges.
Die Strecke zwischen Tarnopol und Podwoloczyska lag zwischen 1918 und 1939 auf dem Territorium der Zweiten Polnischen Republik und wurde durch das polnische Straßengesetz vom 10. Dezember 1920 zur Staatsstraße (droga państwowa) erklärt.
Während des Zweiten Weltkriegs sollte diese Straße als Durchgangsstraße IV bis zum Kaukasus verlängert werden.

## Verlauf
| 0 km   | Stryj           |
| 29 km  | Schydatschiw    |
| 51 km  | Chodoriw        |
| 75 km  | Rohatyn         |
| 106 km | Bereschany      |
| 124 km | Kosowa          |
| 153 km | Ternopil        |
| 201 km | Wolotschysk     |
| 226 km | Wijtiwzi        |
| 267 km | Chmelnyzkyj     |
| 321 km | Letytschiw      |
| 359 km | Lityn           |
| 389 km | Winnyzja        |
| 412 km | Woronowyzja     |
| 434 km | Nemyriw         |
| 483 km | Hajssyn         |
|        | Chrystyniwka    |
| 548 km | Uman            |
| 593 km | Nowoarchanhelsk |
|        | Oleksandriwka   |
| 709 km | Kropywnyzkyj    |
| 747 km | Snamjanka       |